# Frente pela Libertação da Palestina
A Frente pela Libertação da Palestina (em árabe: جبهة التحرير الفلسطينية, translit. Jabhat Altahrir Alfilastinia, FLP), também conhecida como Frente pela Libertação da Palestina - Facção Abu Abbas, é uma pequena facção política palestina de esquerda. A FLP realizou o sequestro do Achille Lauro em 1985. Desde 1997, a PLF é uma organização designada terrorista pelos Estados Unidos e pelo Canadá desde 2003. A FLP também foi banida no Japão.
Em 1996, o partido participou das eleições gerais palestinas de 1996, obtendo 0,11% dos votos. O partido também concorreu nas eleições legislativas palestinas de 2006 sob o nome de "Mártir Abu Abbas" e recebeu 0,30% dos votos.

## Origens
A FLP foi fundada  em 1959, por Ahmad Jibril (1938-2021). Tendo servido anteriormente como oficial do Exército Sírio, Jibril conseguiu rapidamente obter apoio da Síria.  Em 1967, a FLP uniu forças com os grupos Abtal Al-’Awda (Heróis do Retorno) e  o Shabab ath-Tha'r (Jovens Vingadores), ambos ligados ao  Movimento Nacionalista Árabe (Haraka al-Qawmia al-'Arabia),:7 para formar a Frente Popular para a Libertação da Palestina (FPLP), em novembro de 1967. 
No entanto, nesse contexto, a FPLP era descrita, por seus detratores, como um "fantoche sírio": dizia-se que havia sido criada no âmbito de um programa patrocinado pelo Egito, com o objetivo de enfraquecer outros governos árabes e assim fortalecer a reputação do presidente egípcio Gamal Abdel Nasser.
A FPLP era chefiada pelo ex-líder do Movimento Nacionalista Árabe, George Habash. Mas, em abril de 1968, Ahmad Jibril separou-se  desse grupo para formar a Frente Popular para a Libertação da Palestina - Comando Geral (FPLP-CG), que voltou à posição fortemente pró-Síria antes adotada pela FLP. Jibril obteve apoio financeiro sírio para a FPLP-CG,:17 que, em troca, lutou ao lado das forças sírias, contra a OLP, durante a intervenção síria no Líbano, em 1976.